# De wereld (Rob de Nijs en Patricia Paay)
De wereld is een single van het gelegenheidsduo Rob de Nijs en Patricia Paay uit 1992. Het werd geschreven door Bolland & Bolland. Op de B-kant staat het nummer Zeven dagen dat De Nijs zelf zong; hij schreef dit toen met zijn toenmalige vrouw Elly en L. Van Opzeeland.
Het duet werd opgenomen in het kader van de 30-jarige jubileum van Rob de Nijs. Hij nam zijn deel in Nederland op en Patricia Paay haar deel in de Verenigde Staten, waar ze toen woonde. Het nummer kwam ook op het jubileumalbum van De Nijs te staan. Hiervan werden in de Benelux meer dan 150.000 exemplaren verkocht.

## Hitnoteringen
De single kwam bij Veronica niet verder dan de Tipparade. Wel stond het tien weken weken in de Nationale Hitparade.
Nationale Top 100
| Hitnoteringen: 26 september 1987 t/m 24 oktober 1987 | Hitnoteringen: 26 september 1987 t/m 24 oktober 1987 | Hitnoteringen: 26 september 1987 t/m 24 oktober 1987 | Hitnoteringen: 26 september 1987 t/m 24 oktober 1987 | Hitnoteringen: 26 september 1987 t/m 24 oktober 1987 | Hitnoteringen: 26 september 1987 t/m 24 oktober 1987 | Hitnoteringen: 26 september 1987 t/m 24 oktober 1987 | Hitnoteringen: 26 september 1987 t/m 24 oktober 1987 | Hitnoteringen: 26 september 1987 t/m 24 oktober 1987 | Hitnoteringen: 26 september 1987 t/m 24 oktober 1987 | Hitnoteringen: 26 september 1987 t/m 24 oktober 1987 | Hitnoteringen: 26 september 1987 t/m 24 oktober 1987 |
| Week:                                                | 1                                                    | 2                                                    | 3                                                    | 4                                                    | 5                                                    | 6                                                    | 7                                                    | 8                                                    | 9                                                    | 10                                                   |                                                      |
| ---------------------------------------------------- | ---------------------------------------------------- | ---------------------------------------------------- | ---------------------------------------------------- | ---------------------------------------------------- | ---------------------------------------------------- | ---------------------------------------------------- | ---------------------------------------------------- | ---------------------------------------------------- | ---------------------------------------------------- | ---------------------------------------------------- | ---------------------------------------------------- |
| Positie:                                             | 93                                                   | 77                                                   | 59                                                   | 41                                                   | 33                                                   | 28                                                   | 28                                                   | 37                                                   | 52                                                   | 97                                                   | uit                                                  |